# Lipsia-Turm

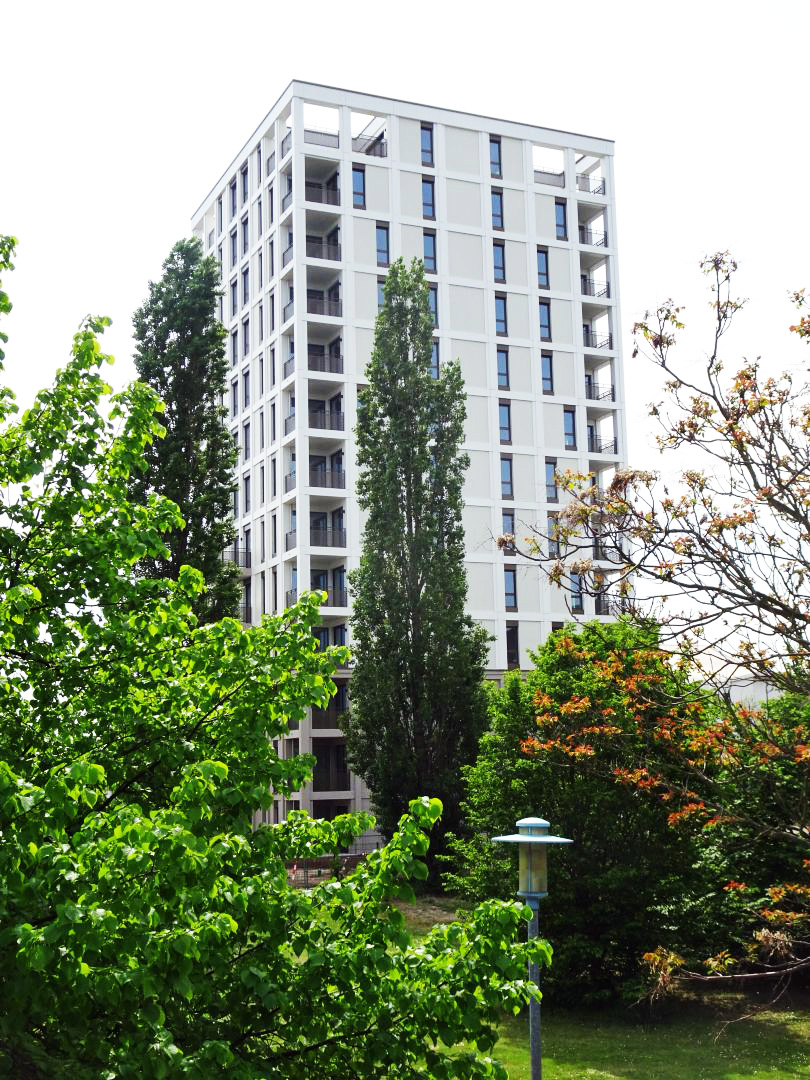
Lipsia-Turm (2020)

Der Lipsia-Turm ist ein Wohnhochhaus in Leipzig-Grünau, Miltitzer Allee 32. Es ist das erste Wohnhochhaus, das nach der deutschen Wiedervereinigung in Leipzig errichtet wurde.

## Errichtung
Bauherr und Namensgeber des Hauses ist die Leipziger Wohnungsgenossenschaft Lipsia eG. Die Pläne stammen vom Leipziger Architekturbüro Fuchshuber & Partner, das inzwischen unter NOKERA Planning GmbH firmiert. Baustart war am 17. Mai 2018 auf einer Fläche im Grünauer Wohnkomplex 8, auf welcher sich bis in die frühen 2000er ein 11-geschossiger Wohnblock befand. Ende Juni 2020 zogen die ersten Mieter ein. Die Investitionskosten betrugen mehr als 13 Millionen Euro.

## Beschreibung
Auf einer Grundfläche von 22 × 22 m erhebt sich das 42 Meter hohe Gebäude mit 13 Stockwerken. Durch die Anordnung der Balkone beziehungsweise Loggien in den Geschossecken wirkt es aufgelockert. In jeder Etage befinden sich vier bis sechs barrierefreie Ein- bis Dreiraumwohnungen mit Flächen zwischen 30 und 110 m². Sie besitzen Parkett und Fußbodenheizung. Im Erdgeschoss gibt es eine Cafeteria und Funktionsräume. In jeder Etage befinden sich möblierte gemeinschaftlich nutzbare Räume zur Anregung kleiner „Nachbarschaften“.
An den weißen Turmbau schließt sich nach Süden ein dreigeschossiges, in einem Braunton gehaltenes Funktionsgebäude an.

## Nutzung
Da barrierefrei, ist das Haus vornehmlich für ältere Mieter gedacht. Der Mietpreis enthält eine Servicepauschale. Die Grundleistungen dafür sind zum Beispiel Paketannahme, Erste Hilfe bei Erkrankungen, Angebote für Dienstleistungen, Treffs oder kulturelle und Bildungsveranstaltungen in der Cafeteria im Erdgeschoss. Ein Concierge am Schalter im Erdgeschoss ist stets ansprechbar.
Zu den Grundleistungen können weitere wie zum Beispiel Mittagessen, Übernahme von Einkäufen, Blumengießen oder Wohnungsreinigung hinzugebucht werden. Die Wohnungsgenossenschaft bezeichnet dieses Konzept nicht als betreutes, sondern als Service-Wohnen. Die Service-Leistungen übernimmt die Volkssolidarität.